# وادو (آلاباما)
وادو (به انگلیسی: Waldo) شهرکی در شهرستان تالادیگا ایالت آلاباما است که مساحت آن ۷٫۴۱ کیلومترمربع است و در سرشماری سال ۲۰۱۰ میلادی، ۲۸۳ نفر جمعیت داشته و تراکم جمعیتی آن، ۳۸٫۱۹ نفر در کیلومترمربع بوده است.